# Tu-124 (航空機)
ツポレフ Tu-124
アエロフロート・ソビエト航空のTu-124
- 用途：旅客機
- 分類：短中距離旅客機
- 製造者：ツポレフ設計局
- 運用者**アエロフロート・ロシア航空
  - チェコ航空
  - イラク航空など
- 初飛行：1960年3月29日
- 生産数：165機
- 運用開始：1962年10月2日
- 退役：1992年
- 運用状況：退役

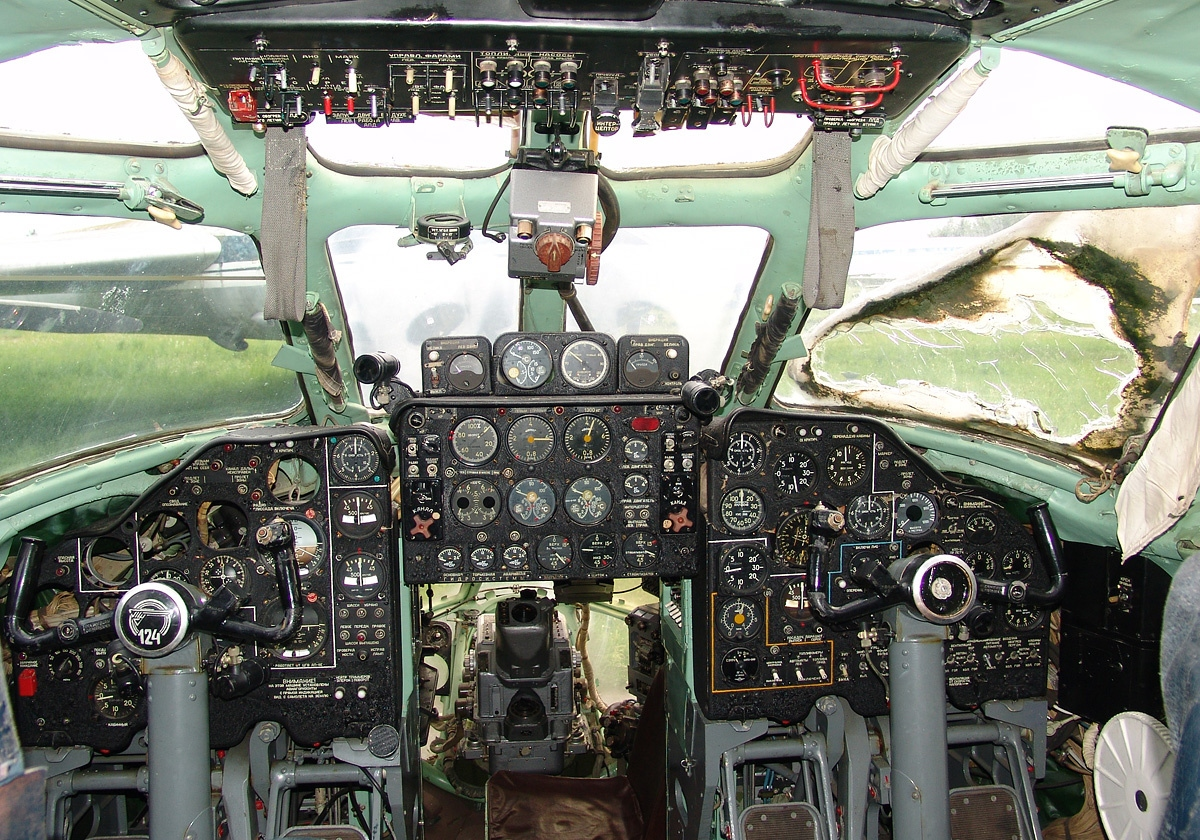
コクピット
画像は用廃機のため、部品の欠損や破損がある。

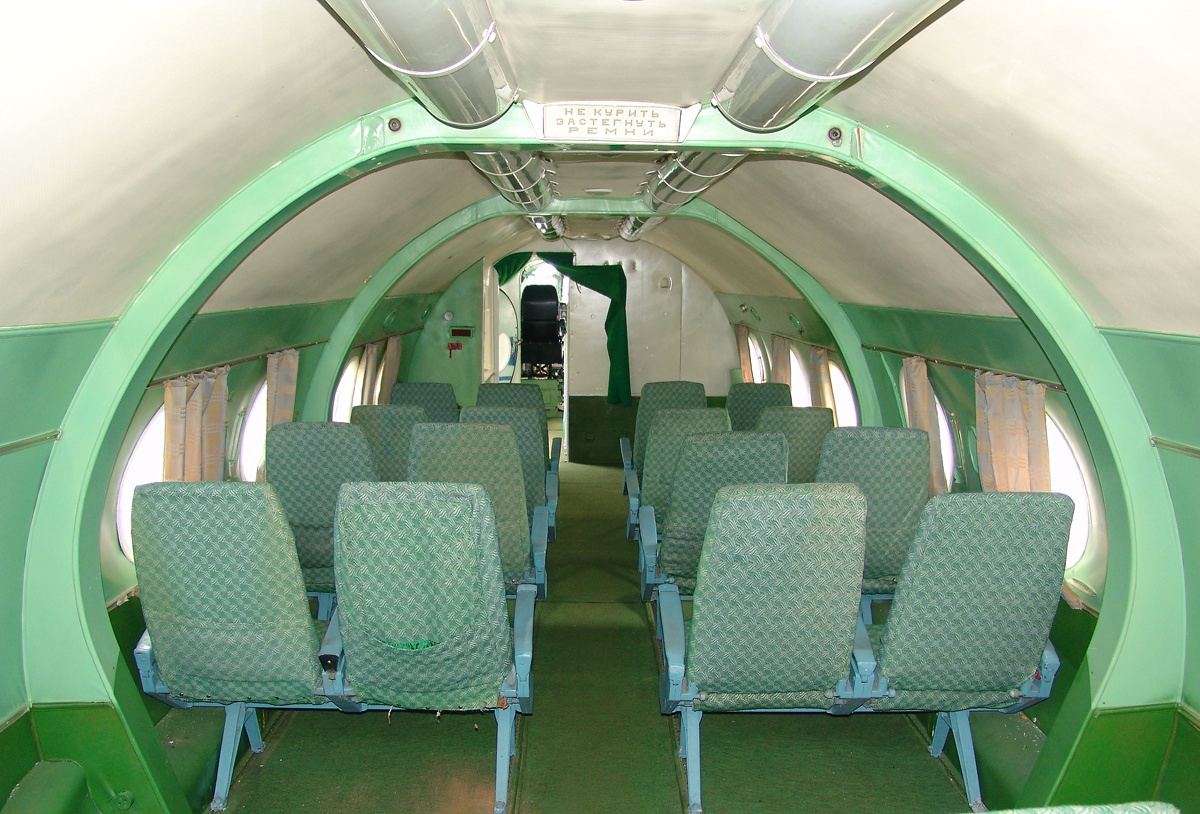
客室

Tu-124（ツポレフ124；ロシア語:Ту-124）は、ソ連の航空機設計機関であったツポレフ設計局が開発した短中距離用ジェット旅客機である。NATOコードネームはクックポット（Cookpot）だった。

## 機体の特徴
このジェット機は短距離旅客機として初めてターボファンエンジンを搭載した機体で、当時ソ連国内で運用されていたIl-14をジェット機に置き換えるために開発された。乗客は56人と少なく機体のレイアウトは元となったTu-104の短胴初期生産型に類似していたため両者の区別はつきにくかったが、エンジンが異なるほか、空力特性改善に主翼面積とフラップの大型化や未舗装滑走路に対応するため低圧タイヤの使用などの改良が盛り込まれていた。

## 派生型
- Tu-124V - 最初の生産型だったが、東欧圏の航空各社は改良型であるTu-134の就航を待っていたため、需要は多くなかった。
- Tu-124K/Tu-124K2 - VIP専用の機体で、イラクと中国、インド空軍で使用された。
- Tu-124Sh-1/Tu-124Sh-2 - 軍用タイプで航法士訓練用である。

## スペック（Tu-124V）
- 乗員: 3
- 乗客: 56
- 全長: 30.58 m
- 全幅: 25.55 m
- 高さ: 8.08 m
- 翼面積: 119 m²
- 自重: 22,500 kg
- 最大離陸重量: 38,000 kg (84,000 lb)
- エンジン:ソロヴィヨーフ製 D-20P 双発ターボファン 106 kN (23,800 lbf)
- 最高速度: 907 km/h
- 航続距離: 2,100 km
- 実用上昇限度: 11,600 m

## 主な運航航空会社
- アエロフロート・ロシア航空
- イラク航空
- インターフルーク
- チェコスロバキア航空

## 事故
- 1976年1月3日、 ヴヌーコヴォ国際空港発のアエロフロート2003便が、離陸直後に何らかの理由で墜落。当初、乗員乗客86人以上が死亡と報じられたが後に61人に修正された。また、空港近くの民家も巻き込まれ、地上で1人が死亡した。この事故についてソビエト政府からの公式発表はなかった[1][2]。